# Sector 2 (Bucarest)

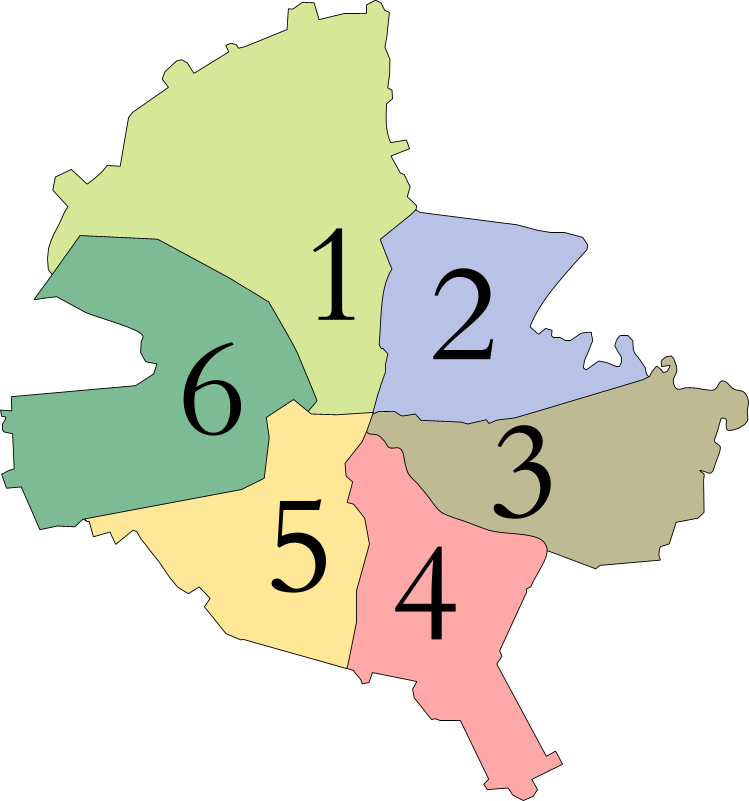
Els sis sectors de Bucarest

El sector 2 (Sectorul 2 en romanès) és una unitat administrativa de Bucarest.

## Demografia
El sector 2 és el sector més multicultural de la ciutat. De fet, conté la comunitat de xinesos més gran de Romania, que viu principalment als districtes de Colentina i Obor.

## Economia
Air Bucharest té la seu central al sector 2.

## Barris
- Colentina
- Iancului
- Moșilor
- Obor
- Pantelimon
- Ştefan cel Mare
- Tei
- Vatra Luminoasă

## Política
L’alcalde del 2n districte (RO Sector 2) és Radu Mihaiu, membre de l’Aliança USR-PLUS, elegit el 2020 per un mandat de quatre anys. El Consell Local del Sector 2 té 27 escons.